# Chung kết UEFA Nations League 2025
Trận chung kết UEFA Nations League 2025 là trận đấu cuối cùng để xác định đội thắng cuộc tại vòng chung kết của UEFA Nations League 2024–25, mùa giải thứ tư của giải đấu quốc tế do UEFA tổ chức. Trận đấu được diễn ra vào ngày 8 tháng 6 năm 2025 trên sân vận động Allianz Arena tại Munich, Đức, và chứng kiến màn tranh tài giữa đội tuyển Bồ Đào Nha và đội tuyển Tây Ban Nha.
Bồ Đào Nha đã giành chiến thắng chung cuộc trước đương kim vô địch Tây Ban Nha với tổng tỷ số 5–3 sau loạt sút luân lưu, sau khi cả hai đội cầm hòa nhau 2–2 trong suốt hiệp thi đấu chính thức và hiệp phụ. Với chiến thắng này, Bồ Đào Nha trở thành đội bóng đầu tiên giành danh hiệu UEFA Nations League nhiều nhất trong lịch sử.
Đây cũng là trận đấu cuối cùng có sự xuất hiện của Diogo Jota, người sau này đã đột ngột qua đời vì tai nạn giao thông vào ngày 3 tháng 7 năm 2025.

## Địa điểm
Sân vận động Allianz Arena được Hiệp hội bóng đá Đức lựa chọn là một trong hai sân vận động cùng với MHPArena tổ chức vòng chung kết UEFA Nations League 2025. Là sân nhà của câu lạc bộ Bayern Munich, sân có sức chứa tối đa lên đến hơn 70.000 chỗ ngồi. Việc xây dựng cho sân bắt đầu vào năm 2003, và sân được khánh thành vào ngày 30 tháng 5 năm 2005. Đây là nơi tổ chức một số trận đấu được lựa chọn theo yêu cầu của đội tuyển bóng đá quốc gia Đức, đồng thời còn là nơi được vinh dự đăng cai FIFA World Cup 2006, UEFA Euro 2020, UEFA Euro 2024, cùng một số trận đấu quan trọng trong khuôn khổ giải đấu UEFA Champions League (lần gần nhất là trận chung kết UEFA Champions League 2025).

## Đường đến chung kết
Ghi chú: Trong tất cả các kết quả dưới đây, tỷ số của các đội vào chung kết được đưa ra trước (H: sân nhà; A: sân khách; N: sân trung lập).
| VT | Đội        | ST | Đ  |
| -- | ---------- | -- | -- |
| 1  | Bồ Đào Nha | 6  | 14 |
| 2  | Croatia    | 6  | 8  |
| 3  | Scotland   | 6  | 7  |
| 4  | Ba Lan (R) | 6  | 4  |

| VT | Đội         | ST | Đ  |
| -- | ----------- | -- | -- |
| 1  | Tây Ban Nha | 6  | 16 |
| 2  | Đan Mạch    | 6  | 8  |
| 3  | Serbia      | 6  | 6  |
| 4  | Thụy Sĩ (R) | 6  | 2  |

## Trận đấu

### Chi tiết
| Bồ Đào Nha                                        | 2–2 (s.h.p.) | Tây Ban Nha                      |
| ------------------------------------------------- | ------------ | -------------------------------- |
| - Mendes 26' - Ronaldo 61'                        | Chi tiết     | - Zubimendi 21' - Oyarzabal 45'  |
| Loạt sút luân lưu                                 |              |                                  |
| - Ramos - Vitinha - Fernandes - Mendes - R. Neves | 5–3          | - Merino - Baena - Isco - Morata |

| Bồ Đào Nha | Tây Ban Nha |

| TM               | 1                | Diogo Costa           |      |      |
| HV               | 15               | João Neves            |      | 46'  |
| HV               | 3                | Rúben Dias            |      |      |
| HV               | 14               | Gonçalo Inácio        | 19'  | 74'  |
| HV               | 25               | Nuno Mendes           | 100' |      |
| TV               | 10               | Bernardo Silva        |      | 74'  |
| TV               | 23               | Vitinha               |      |      |
| TV               | 20               | Pedro Neto            | 82'  | 106' |
| TV               | 8                | Bruno Fernandes       |      |      |
| TV               | 26               | Francisco Conceição   |      | 46'  |
| TĐ               | 7                | Cristiano Ronaldo (c) |      | 88'  |
| Thay người:      |                  |                       |      |      |
| HV               | 2                | Nélson Semedo         |      | 46'  |
| TV               | 18               | Rúben Neves           |      | 46'  |
| HV               | 13               | Renato Veiga          |      | 74'  |
| TĐ               | 17               | Rafael Leão           |      | 74'  |
| TĐ               | 9                | Gonçalo Ramos         |      | 88'  |
| TĐ               | 21               | Diogo Jota            |      | 106' |
| Huấn luyện viên: |                  |                       |      |      |
| Roberto Martínez | Roberto Martínez | Roberto Martínez      | 110' |      |

| TM                | 23 | Unai Simón (c)   |       |      |
| HV                | 14 | Óscar Mingueza   |       | 92'  |
| HV                | 3  | Robin Le Normand | 90+1' |      |
| HV                | 12 | Dean Huijsen     |       |      |
| HV                | 24 | Marc Cucurella   |       |      |
| TV                | 20 | Pedri            |       | 75'  |
| TV                | 18 | Martín Zubimendi |       |      |
| TV                | 8  | Fabián Ruiz      | 33'   | 75'  |
| TĐ                | 19 | Lamine Yamal     |       | 106' |
| TĐ                | 21 | Mikel Oyarzabal  |       | 111' |
| TĐ                | 11 | Nico Williams    |       | 92'  |
| Thay người:       |    |                  |       |      |
| TV                | 22 | Isco             |       | 75'  |
| TV                | 6  | Mikel Merino     |       | 75'  |
| TV                | 16 | Álex Baena       | 100'  | 92'  |
| TĐ                | 2  | Pedro Porro      | 110'  | 92'  |
| TĐ                | 15 | Yeremy Pino      |       | 106' |
| TĐ                | 7  | Álvaro Morata    |       | 111' |
| Huấn luyện viên:  |    |                  |       |      |
| Luis de la Fuente |    |                  |       |      |

| Cầu thủ xuất sắc nhất trận đấu: Nuno Mendes (Bồ Đào Nha) Trợ lý trọng tài: Susann Küng (Thụy Sĩ) Jonas Erni (Thụy Sĩ) Trọng tài bàn: Serdar Gözübüyük (Hà Lan) Trợ lý trọng tài video: Fedayi San (Thụy Sĩ) Trợ lý tổ trợ lý trọng tài video: Dennis Higler (Hà Lan) Pol van Boekel (Hà Lan) | Luật trận đấu - 90 phút - 30 phút của hiệp phụ nếu cần thiết - Loạt sút luân lưu nếu vẫn có tỷ số hòa - Có tối đa 12 cầu thủ dự bị - Được phép thay tối đa 5 cầu thủ dự bị, và được phép thay thêm 1 cầu thủ dự bị nữa trong hiệp phụ |

### Thống kê
| Thông số       | Bồ Đào Nha | Tây Ban Nha |
| -------------- | ---------- | ----------- |
| Bàn thắng      | 1          | 2           |
| Số cú sút      | 2          | 7           |
| Sút trúng đích | 1          | 2           |
| Cứu nguy       | 0          | 0           |
| Kiểm soát bóng | 42%        | 58%         |
| Phạt góc       | 1          | 2           |
| Phạm lỗi       | 5          | 7           |
| Việt vị        | 1          | 0           |
| Thẻ vàng       | 1          | 1           |
| Thẻ đỏ         | 0          | 0           |

| Thông số       | Bồ Đào Nha | Tây Ban Nha |
| -------------- | ---------- | ----------- |
| Bàn thắng      | 1          | 0           |
| Số cú sút      | 3          | 5           |
| Sút trúng đích | 2          | 3           |
| Cứu nguy       | 3          | 1           |
| Kiểm soát bóng | 36%        | 64%         |
| Phạt góc       | 1          | 2           |
| Phạm lỗi       | 5          | 6           |
| Việt vị        | 2          | 3           |
| Thẻ vàng       | 1          | 1           |
| Thẻ đỏ         | 0          | 0           |

| Thông số       | Bồ Đào Nha | Tây Ban Nha |
| -------------- | ---------- | ----------- |
| Bàn thắng      | 0          | 0           |
| Số cú sút      | 2          | 3           |
| Sút trúng đích | 0          | 1           |
| Cứu nguy       | 1          | 0           |
| Kiểm soát bóng | 43%        | 57%         |
| Phạt góc       | 1          | 0           |
| Phạm lỗi       | 3          | 6           |
| Việt vị        | 1          | 0           |
| Thẻ vàng       | 2          | 2           |
| Thẻ đỏ         | 0          | 0           |

| Thông số       | Bồ Đào Nha | Tây Ban Nha |
| -------------- | ---------- | ----------- |
| Bàn thắng      | 2          | 2           |
| Số cú sút      | 7          | 15          |
| Sút trúng đích | 3          | 6           |
| Cứu nguy       | 4          | 1           |
| Kiểm soát bóng | 46%        | 54%         |
| Phạt góc       | 3          | 4           |
| Phạm lỗi       | 13         | 19          |
| Việt vị        | 4          | 3           |
| Thẻ vàng       | 4          | 4           |
| Thẻ đỏ         | 0          | 0           |